# 文聖王
文聖王（ぶんせいおう、生年不詳 - 857年）は、新羅の第46代の王（在位 : 839年 - 857年）であり、姓は金、諱は慶膺（けいよう）。父は先代の神武王であり、母は貞継夫人、王妃は伊飡（2等官）の金陽の娘の炤明王后。839年1月に神武王が即位するとともに太子として立てられ、同年7月に神武王が亡くなると即位した。

## 治世
839年7月に即位すると、8月には大赦を行なうとともに先代の神武王への協力の功績の大きかった弓福（張保皐）を称え、鎮海将軍の官職を授けた。845年3月には、先代の神武王が張保皐と約束していたことに基づいて張保皐の娘を次妃として迎え入れようとしたが、中央貴族ではない張保皐の勢力の伸びることを嫌った重臣の反対にあって、中止した。これを恨みに思った張保皐は846年に清海鎮（全羅南道莞島郡）で反乱を起こし、王は将軍の閻長を送り込んで、張保皐を暗殺させることとなった。先代の神武王とともに文聖王自身は王の威厳の回復と地方勢力との結合とを図って王権の安定化を果たそうとしたのであるが、王都金城（慶州市）に限定された骨品制によって中央貴族達は自分達の権威は確立しており、地方統制を省みることなく権力闘争を繰り返していたと見られる。841年には一吉飡（7等官）の弘弼が反乱を起こそうとしたものの計画が事前に発覚したために島嶼部に逃れ、これを捕らえることができず、地方勢力を抑えきることができなくなっていた様子が窺える。また、847年5月には伊飡（2等官）の金良順と波珍飡（4等官）の興宗とが反乱を起こし849年9月にも伊飡の金式と大昕とが反乱を起こして誅殺されている。
840年には唐の文宗が詔を発し、鴻臚寺に留まっていた新羅からの人質や学生あわせて105名の帰国を許した。また841年7月には武宗が詔を発し、先に入唐していた新羅官僚の金雲卿を淄州長史に任命して新羅に帰国させた。これらのことは『旧唐書』新羅伝や『唐会要』新羅伝に元の記事があって、『三国史記』新羅本紀・文聖王紀が引用したものと見られている。新羅本紀ではこの後に続けて、金雲卿を使者として唐の武宗が文聖王を＜開府儀同三司・検校太尉・使持節・大都督鶏林州諸軍事・兼持節充寧海軍使・上柱国・新羅王＞に冊封し、あわせて王妃朴氏を冊立したと記している。
在位19年にして857年9月に病に倒れた。王子（名は不明）があって、847年8月には立太子を行なっていたが852年11月には死去していたこともあり、叔父の金誼靖（憲安王）に王位に委ねるとする遺勅を発し、その7日後に死去した。文聖王と諡されて孔雀趾に埋葬されたといい、その王陵は慶尚北道慶州市西岳洞の史跡第178号が比定されている。